# جون كارول (لاعب اتحاد الرغبي)
جون كارول (بالإنجليزية: John Carroll)‏ هو لاعب اتحاد الرغبي أسترالي، ولد في 20 مارس 1934 في سيدني في أستراليا، وتوفي في 30 مارس 1998.